# Морозов, Андрей Петрович
Андрей Петрович Морозов (бел. Андрэй Пятровіч Марозаў; род. 24 апреля 1979, Усохская Буда, Гомельская область) — белорусский футболист, выступавший на позиции крайнего полузащитника, футбольный тренер.

## Биография
Начал играть на взрослом уровне в 1995 году в клубе второй лиги «ЗЛиН» (Гомель). В 1996 году перешёл в игравший в высшей лиге «Ведрич» (Речица) и сыграл 19 матчей, однако команда по итогам сезона вылетела из высшей лиги. В 1997 году вернулся в «ЗЛиН» и провёл четыре сезона во второй и первой лигах.
В 2001 году перешёл в «Гомель» и со временем стал игроком основного состава. В 2002 году со своим клубом одержал победу в Кубке Беларуси, в 2003 году стал чемпионом страны. Принимал участие в играх Кубка УЕФА.
В начале 2004 года перешёл в украинский «Кривбасс». За полтора сезона сыграл 35 матчей и забил 3 гола в высшей лиге Украины. В осенней части сезона 2005/06 также был в заявке «Кривбасса», но ни разу не вышел на поле.
В 2006 году вернулся на родину, играл в высшей лиге за «Локомотив» (Витебск) и «Дариду», а в 2008 году — за аутсайдера чемпионата могилёвский «Савит». В 2009 году перешёл в «ДСК-Гомель», с ним дважды становился бронзовым призёром первой лиги (2009, 2010), а в Кубке Беларуси 2009/10 дошёл до полуфинала. Весной 2011 года играл в первой лиге за «Гранит» (Микашевичи), осенью — снова за «ДСК-Гомель».
В дальнейшем играл в российском любительском первенстве за «Зарю» (Стародуб). В 2016 году вернулся на профессиональный уровень, сыграв несколько матчей в первой лиге за «Гомельжелдортранс». Становился чемпионом мира среди железнодорожников (2015). Также в последние годы карьеры выступал в мини-футболе за клуб БЧ (Гомель).
Всего в высшей лиге Беларуси сыграл 140 матчей, забил 15 голов. В первой лиге — более 150 матчей.
Работал тренером юношеских команд в «Гомеле». В 2023 году присоединился к тренерскому штабу гомельского «Локомотива» в роли ассистента главного тренера. В августе 2023 года стал исполняющим обязанности главного тренера гомельского «Локомотива».

## Достижения
- Чемпион Беларуси: 2003
- Обладатель Кубка Беларуси: 2001/02